# Domin (rybník)
Domin je jeden z rybníků přírodní rezervace Vrbenské rybníky nacházející se v katastrálním území České Vrbné v Jihočeském kraji. Rybník má ornitologický význam a zároveň patří mezi oblíbená místa krajského města sloužící k rekreačním procházkám a projížďkám.

## Popis
Spolu s rybníky Černiš a Starým a Novým vrbenským je součástí rozlehlé rybniční soustavy s napájením z Dehtářského potoka. Samotný Domin využívá vodoteč z rybníka Černiš.
Rybník je celkem mělký a průměrnou hloubku 40 cm překračuje o několik desítek centimerů pouze v oblasti loviště a hráze. Sedimentace byla několikrát odstraňována, nejradikálněji v letech 1965 a 1982, další fáze odbahnění začala v roce 2019 s předpokladem odstranění 47 tisíc m3 usazenin. Souvislou vodní plochu rybníka porušuje množství ostrůvků, které byly vytvořeny během odbahňování rybníků v 60. a 70. letech 20. století. Ostrovy jsou ptáky hojně využívány k hnízdění a jsou znovu budovány nahrnutím usazenin odstraněných ze dna.
Mezi rybníky vede naučná stezka Po hrázích Vrbenských rybníků, jejíchž několik informačních tabulí stojí i u Dominu.

## Fauna
Rybník Domin je součástí ptačí oblasti Českobudějovické rybníky a z ornitologického hlediska je v oblasti považován za nejbohatší. Pravidelně se zde vyskytuje například rybák obecný, v PR Vrbenské rybníky má i nejpočetnější zastoupení kachen a racka chechtavého, jehož počty hnízdících párů se zde pohybují mezi dvěma a třemi tisíci. Domin byl v 90. letech vyhodnocen jako rybník s nejhustším zastoupením vodního ptactva, a to bez započítání racků. Z dalších druhů vodních ptáků zde byl v roce 2011 evidován výskyt potápky roháče, kolpíka bílého, zrzohlávky rudozobé, poláka velkého, husy velké, potápky černokrké, lysky černé nebo kopřivky obecné nebo volavky popelavé. 

### Zarybnění
Domin slouží také jako násadový rybník, kde jsou ryby chovány po dobu jednoho roku. Zarybňování je stanoveno na 100 kg/ha, což znamená maximálně 1 300 kg na celý rybník. Podobně jako na ostatních Vrbenských rybnících není povolena násada býložravých ryb, jako je například tolstolobik nebo amur, a speciálně na Dominu se nesmí nasazovat ani velké štiky, které by ohrožovaly mláďata vodních ptáků.

## Flóra
V oblasti Vrbenských rybníků se vyskytuje bohatá flóra, a to včetně chráněných druhů. Na čtyři stovky zjištěných druhů vyšších rostlin zahrnují také vodní vzplývavé rostliny; na Dominu jde například o orobinec úzkolistý.

## Galerie

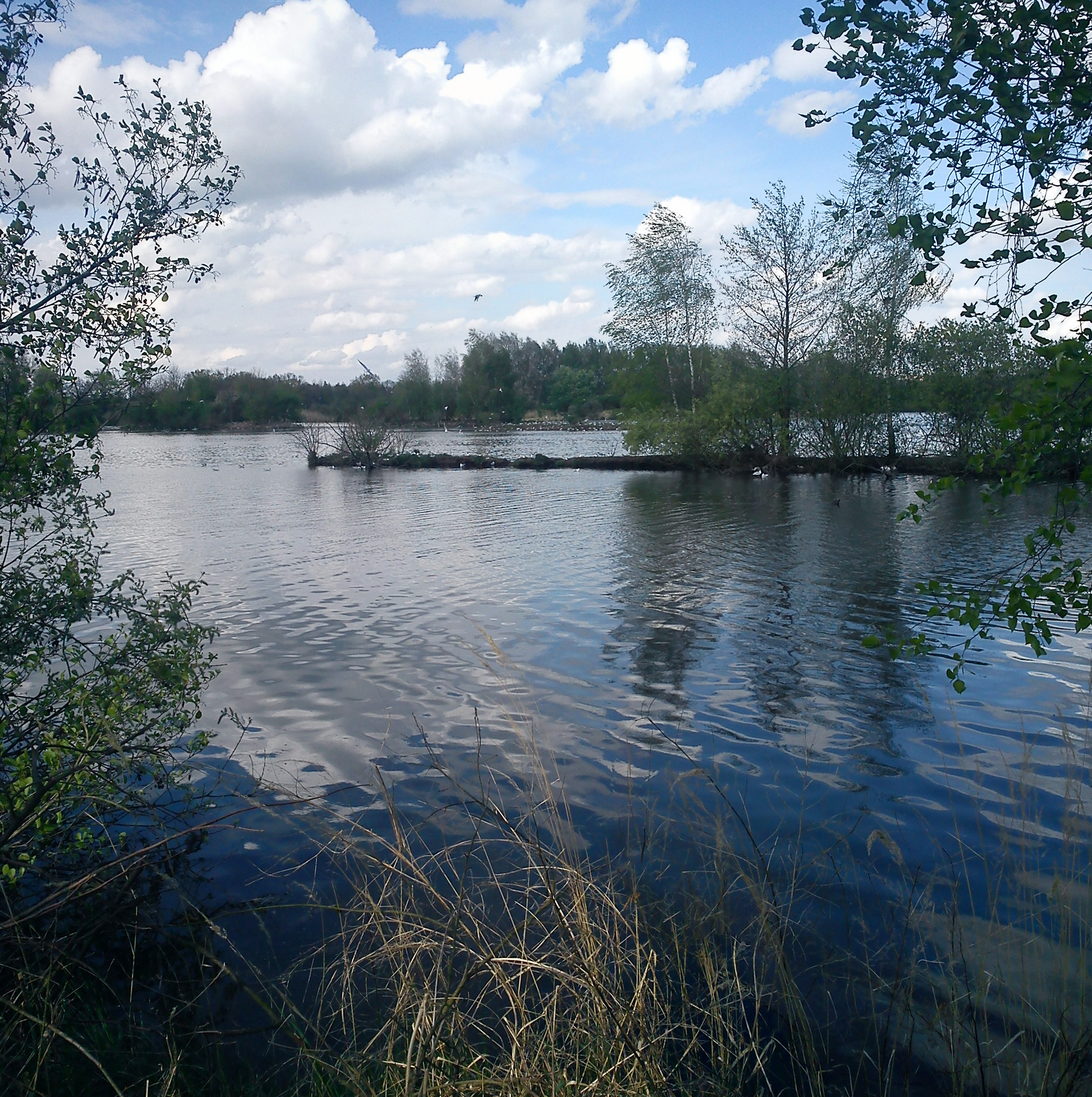
Hladina rybníka
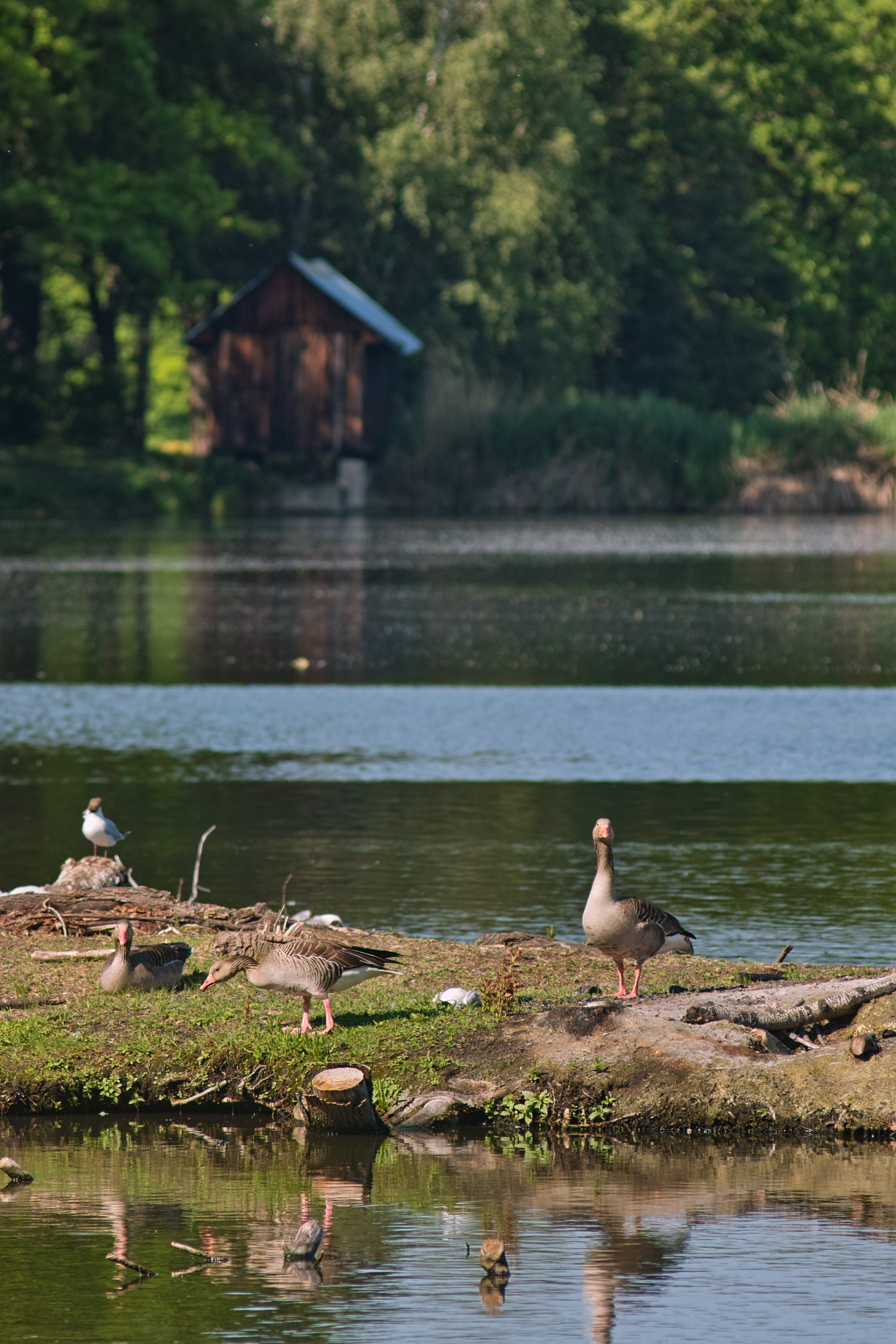
Husa divoká na jednom z ostrůvků
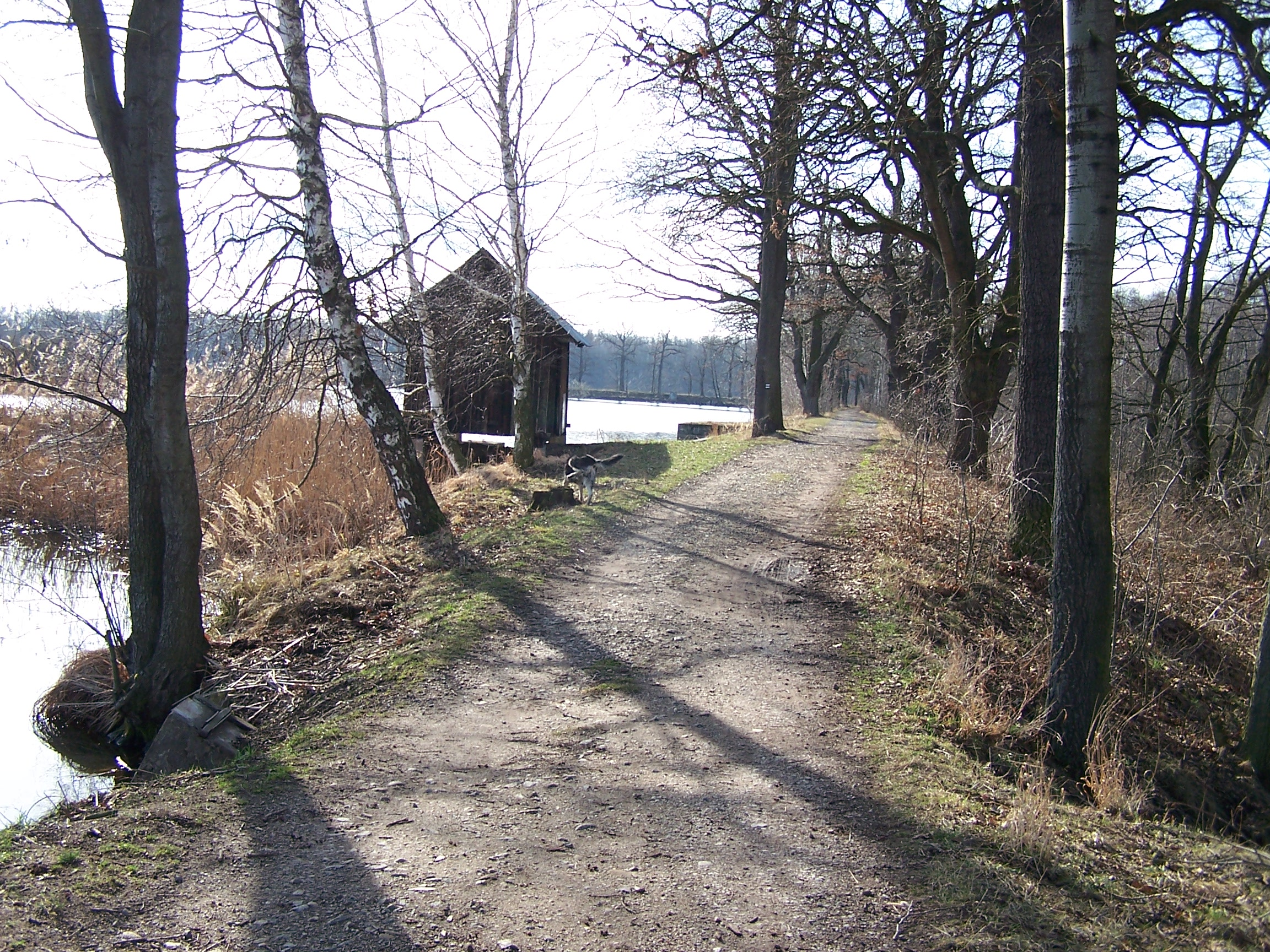
Cesta podél rybníka
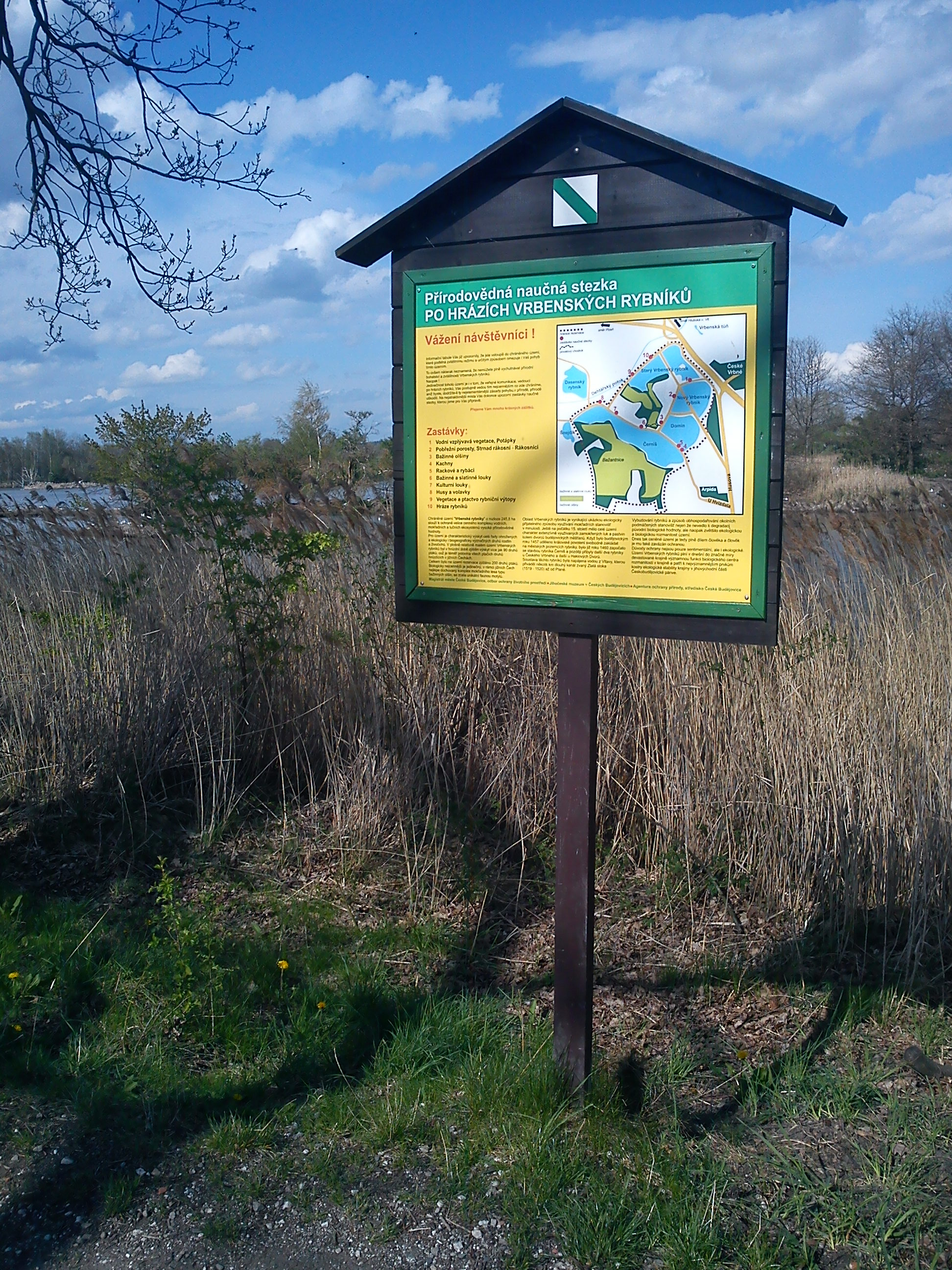
Informačních tabule naučné stezky